# Saint-Pierre-le-Jeune protestant

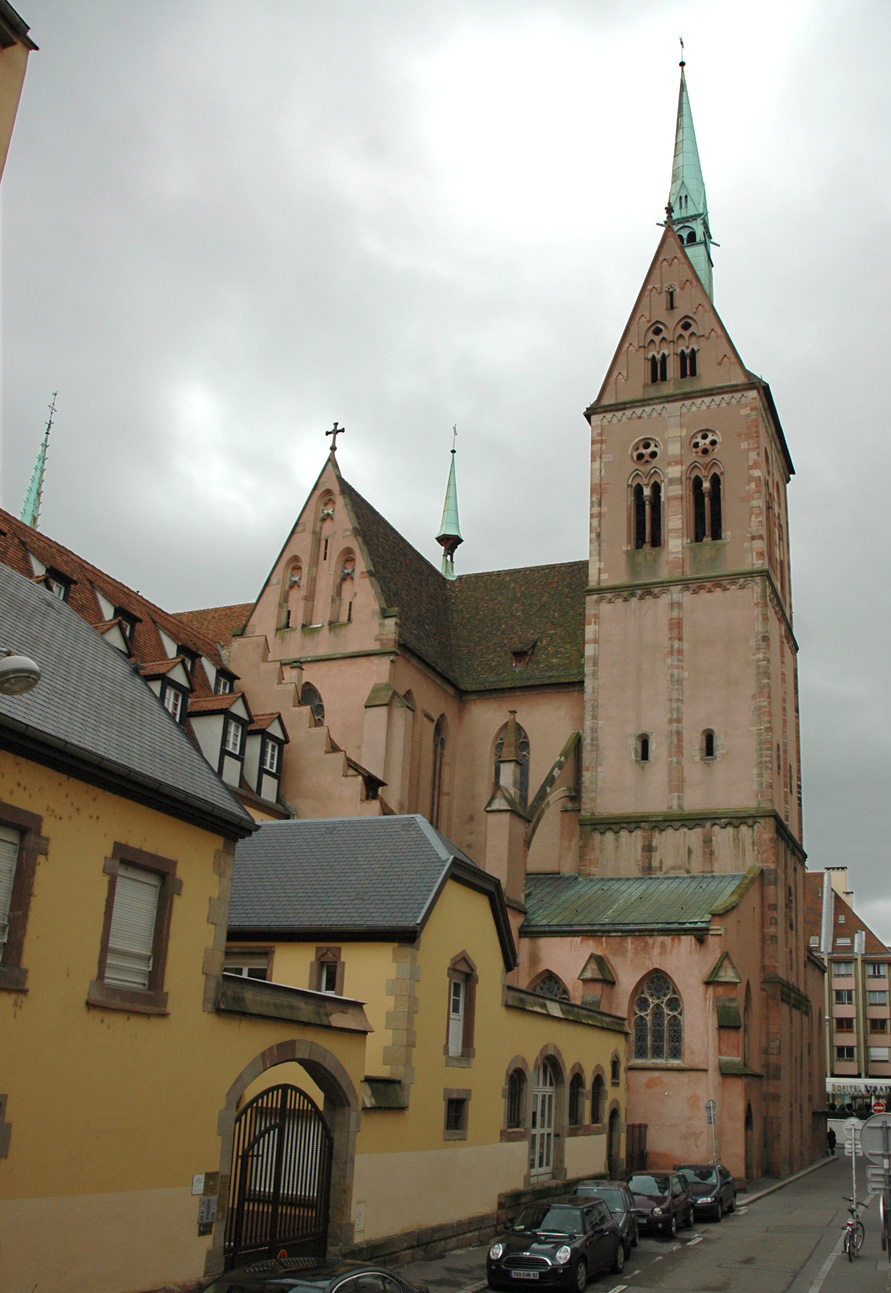
Turm und Teil des Haupthauses, Ansicht von Norden

Die Église Saint-Pierre-le-Jeune protestant („Jung-Sankt-Peter protestantisch“) ist ein kunstgeschichtlich und architektonisch bedeutendes Kirchengebäude der Stadt Straßburg im Elsass. Der umständliche Name beruht darauf, dass in der Stadt drei weitere Peterskirchen vorhanden sind: „Alt-Sankt-Peter“, aufgeteilt in eine katholische und eine evangelisch-lutherische Kirche innerhalb der Protestantischen Kirche Augsburgischen Bekenntnisses von Elsass und Lothringen, und „Jung-Sankt-Peter (katholisch)“, eine mächtige neuromanische Kuppelkirche aus dem späten 19. Jahrhundert.
Das hier dargestellte Gotteshaus ist das zweite Kirchengebäude an gleicher Stelle, sein Hauptbau entstand im 14. Jahrhundert und wurde in den folgenden Jahrhunderten immer wieder um- und ausgebaut.

## Geschichte
An der Stelle der heutigen Kirche befand sich in merowingischer Zeit eine St.-Kolumban-Kapelle mit Pilgerherberge. 1031 gründete Bischof Wilhelm hier das Kollegiatstift St. Peter. Ein romanischer Stiftskomplex entstand. Die Kirche wurde bis 1320 im gotischen Stil erneuert.
Im Jahr 1524 führte Straßburg die Reformation ein und Saint-Pierre-le-Jeune wurde lutherisch. Das katholische Stiftskapitel ging nach Molsheim, durfte aber für Investituren und andere feierliche Anlässe den Chor von Saint-Pierre weiter benutzen.
1681 schickte König Ludwig XIV. im Zuge seiner Reunionspolitik ein 30.000-Mann-Heer unter Le Tellier vor die Stadt; der Rat der Stadt übergab Straßburg an Frankreich (die Annexion wurde im Frieden von Rijswijk 1697 de jure anerkannt). Nach 1681 wurde die Kirche auf Betreiben des Kapitels mit einer Mauer, die auf den Lettner aufgesetzt wurde, geteilt. Das Langhaus blieb lutherisch, der Chor wurde katholische Stifts- und Pfarrkirche. die Kirche wurde zur Simultankirche.
Der Turm wurde 1784 wegen Baufälligkeit ersetzt und 1799 wurde auf dem Turm ein Telegraph installiert.
Bis in das späte 19. Jahrhundert war die Kirche simultan; dann reichte der Chor für die gewachsene katholische Gemeinde nicht mehr aus. Für sie wurde bis 1893 die neuromanische Kirche Saint-Pierre-le-Jeune catholique gebaut. Danach wurde die Trennmauer entfernt, und Saint-Pierre-le-jeune protestant wurde grundlegend restauriert.
In den Jahren von 1897 bis 1901 wurde das inzwischen teilweise verfallene Kirchengebäude vom Karlsruher Architekten Carl Schäfer, einem der wichtigsten Vertreter der neugotischen Sakralarchitektur Deutschlands, saniert und teilweise umgebaut. Er verlegte unter anderem den Eingang seitlich und schuf an dessen Stelle ein neues Hauptportal, eine Kopie des Nordportals der Fassade des Straßburger Münsters. Das Münster-Portal wird dem Baumeister Erwin von Steinbach zugeschrieben, weswegen der neue Kircheneingang den Namen Erwinsportal erhielt. Zugleich erhielt der Kreuzgang eine polychrome Bemalung nach dem Vorbild des Hortus Deliciarum. Die lebensgroße Taufengelsstatue samt Kapelle und die Chorglasfenster stammen ebenfalls aus dieser Zeit. Auch Innenwände und Teile der äußeren Fassaden sind reich mit Farben und Blattgold geschmückt.

## Architektur und Ausstattung

### Überblick

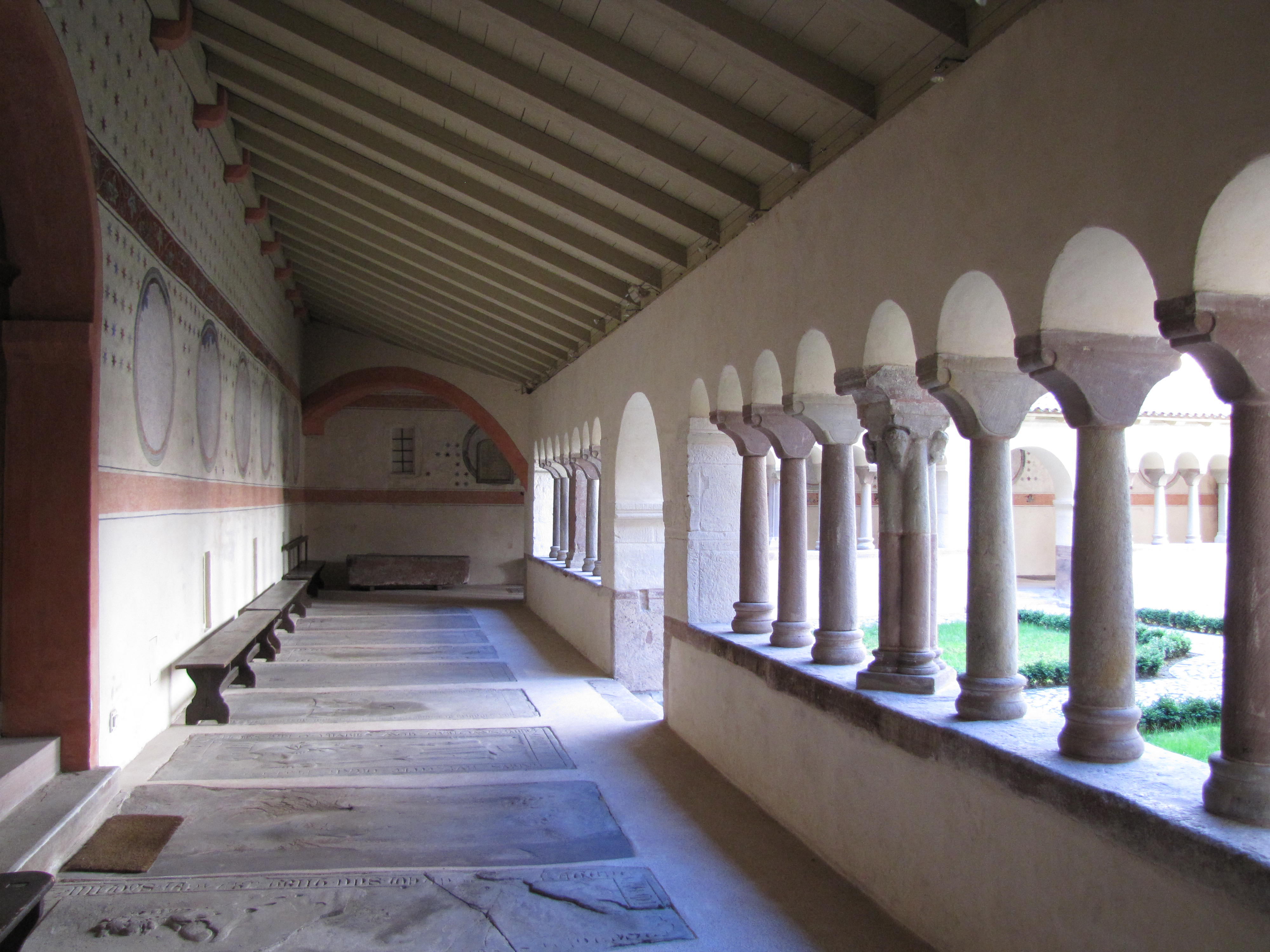
Kreuzgang

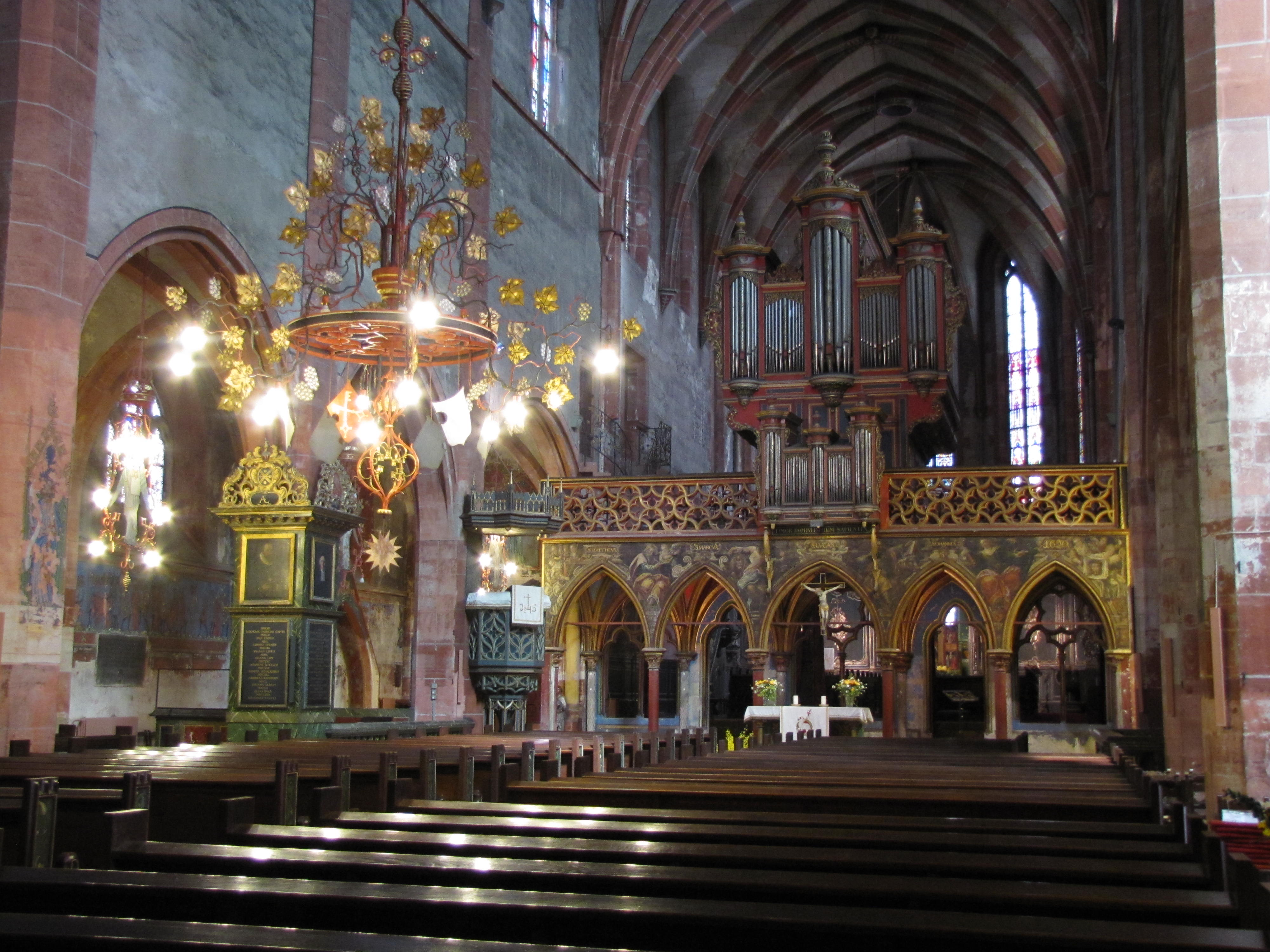
Langhaus mit Lettner und Silbermann-Orgel

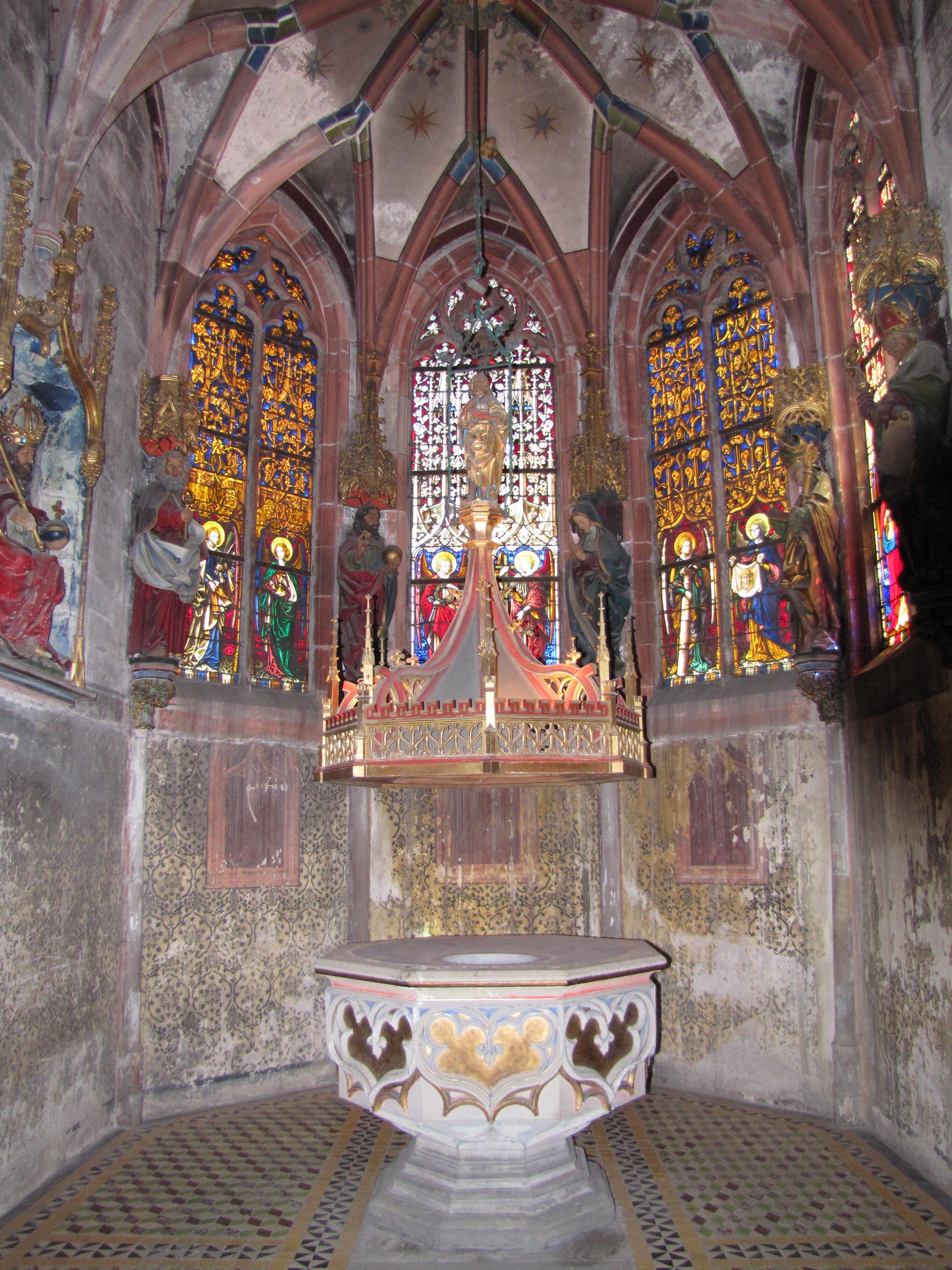
Seitenkapelle mit neugotischer Ausstattung und Taufstein von Hans Hammer (15. Jahrhundert)

- Ältester Teil der Kirche ist die als Grabkrypta verwendete kleine Unterkirche, Überrest einer im 7. Jahrhundert errichteten Columbankirche.
- Aus dem 11. Jahrhundert stammen drei der vier Arkadengänge des Kreuzgangs,[7] der vierte Arkadengang stammt aus dem 14. Jahrhundert.[8]
- Der aus dem 14. Jahrhundert stammende gotische Hauptbau mit seinen zahlreichen Kapellen und dem aufwändigen Kreuzrippengewölbe[9] ist mit Fresken geschmückt, die im Lauf weiterer Jahrhunderte entstanden.[10] Grabplatten und -Denkmäler, der Taufstein,[11] das Mittelbild des Hauptaltars[12] sowie der im Elsass inzwischen einzigartige Lettner sind ebenfalls erhalten.[13]
- Die Kanzel sowie ein anderer Altar stammen aus dem 18. Jahrhundert.

### Erwinsportal
Vorarbeiten 
Der Architekt Carl Schäfer hat im Zusammenhang mit den Erneuerungsarbeiten sowie den Rückbauarbeiten in der Kirche wegen der aufgegebenen Doppelnutzung umfangreiche An- und Umbauten veranlasst. Insbesondere ließ er das frühere Hauptportal auf die Südseite des Kirchengebäudes verlegen und zu einem monumentalen reich geschmückten Portalbau erweitern. Die damit verbundenen Bildhauer-Arbeiten führte der bereits am Münster tätig gewesene Straßburger Ferdinand Riedel aus.
Bevor der Umbau erfolgte, verfügte der Kircheneingang über keine Schmuck- und Standfiguren und keine Reliefs mehr, weil aufgrund eines Konventbeschlusses von 1793 aller Bauschmuck an Kirchen beseitigt worden war. Die im Schutt aufgefundenen originalen Fragmente wurden aufgearbeitet und in den Neubau eingefügt. Schäfer selbst hatte den Wiederherstellungsentwurf gezeichnet und die Umsetzung geleitet.
Beschreibung

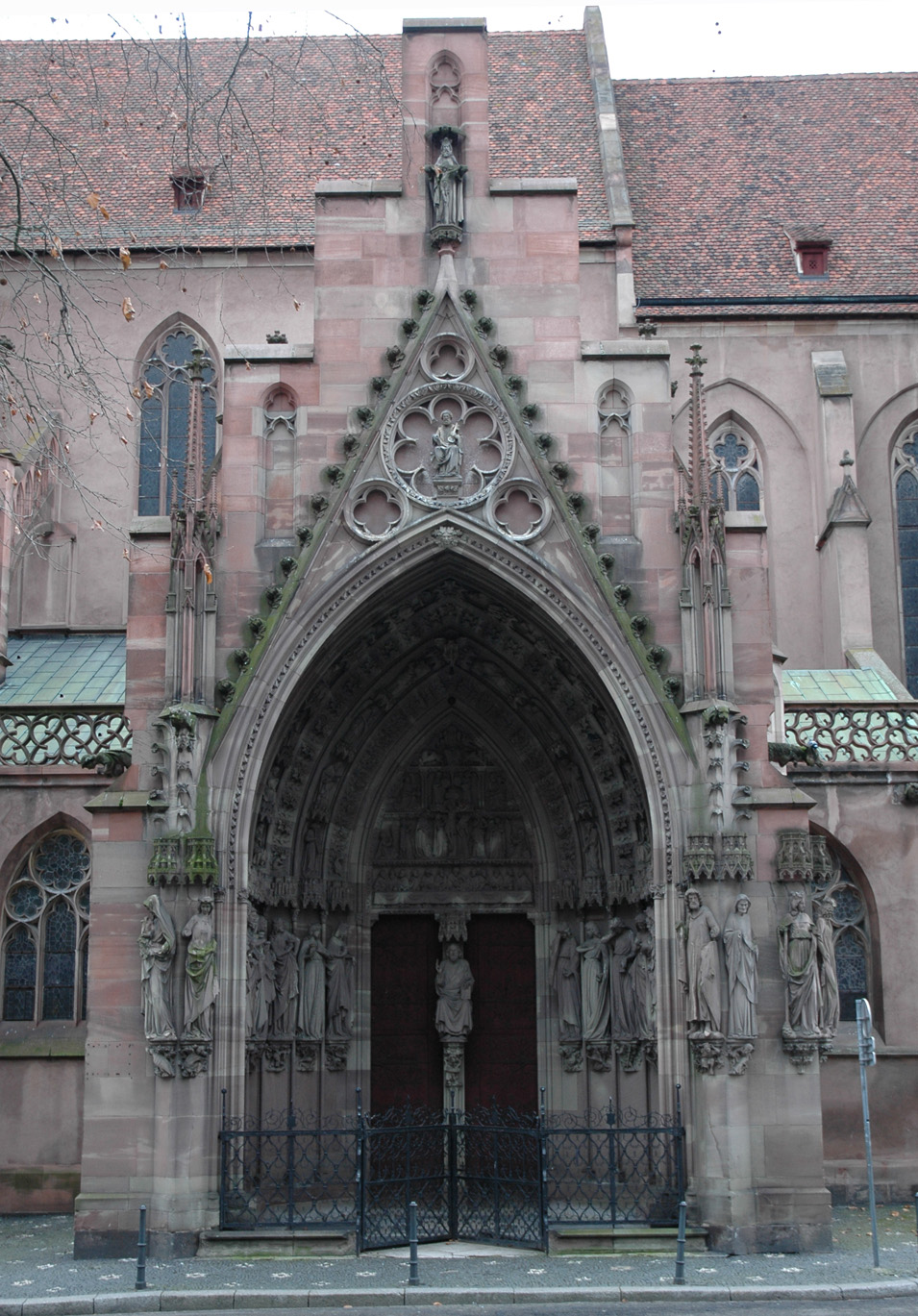
Hauptportal (Erwinsportal)

Über dem trichterförmigen Portal erhebt sich ein mit Maßwerk reich geschmückter Wimperg, der auf dem Staffelgiebel aufliegt.
Besonders auffällig sind die konzentrischen Versätze der Portalschräge ausgebildet, die auf das Tympanon zulaufen. Die rechts und links neben dem Portal angeordneten Dreikantpfeiler sind mit Fialen bekrönt und an ihnen sind unter anderem das Kind Samuel auf dem Arm seiner Mutter, Jephtä, der Richter Gideon und die Prophetin Hanna als Sinnbilder der vier Lebensalter eines Menschen zu sehen. Auf den Konsolen der neu entstandenen Vorhalle stehen Figuren mit einem Modell der Kirche und einer Synagoge; zugleich wird hier auch Johannes der Täufer dargestellt, gefolgt von Szenen aus dem Paradies und Symbolen für die 12 Monate eines Jahres.
In den Bogenkehlen befinden sich schmückendes aus Sandstein geschlagenes Blattwerk sowie in den dazwischen verlaufenden Bögen Figuren, von Baldachinen geschützt. Am Mittelpfeiler des Portals ist Christus modelliert, rechts und links umgeben von je fünf törichten und fünf klugen Jungfrauen. Rechtsseitig folgen die Darstellungen der Schriftsteller des alten Testaments Mose, David und Salomo, linksseitig sind Johannes, Paulus und Petrus zu sehen.
Das Tympanon gliedert sich in vier horizontale Bereiche: Ganz unten ist das letzte Abendmahl dargestellt. Die beiden darüber angeordneten Bereiche bilden die Kreuzigung detailreich ab. Im oberen Zwickel sitzt Christus als Weltheiland, umgeben von den Symbolen der vier Evangelisten. Die in den Trichter hineinführende Archivolte zeigt die vier großen Propheten, musizierende Engel sowie die zwölf kleinen Propheten. Im Mittelpass des Wimpergs begrüßt der Patron des Gotteshauses Simon Petrus die Eintretenden. Abgeschlossen wird das Bildprogramm mit dem Symbol der heiligen Dreieinigkeit auf der Spitze des Wimpergs.

## Orgeln

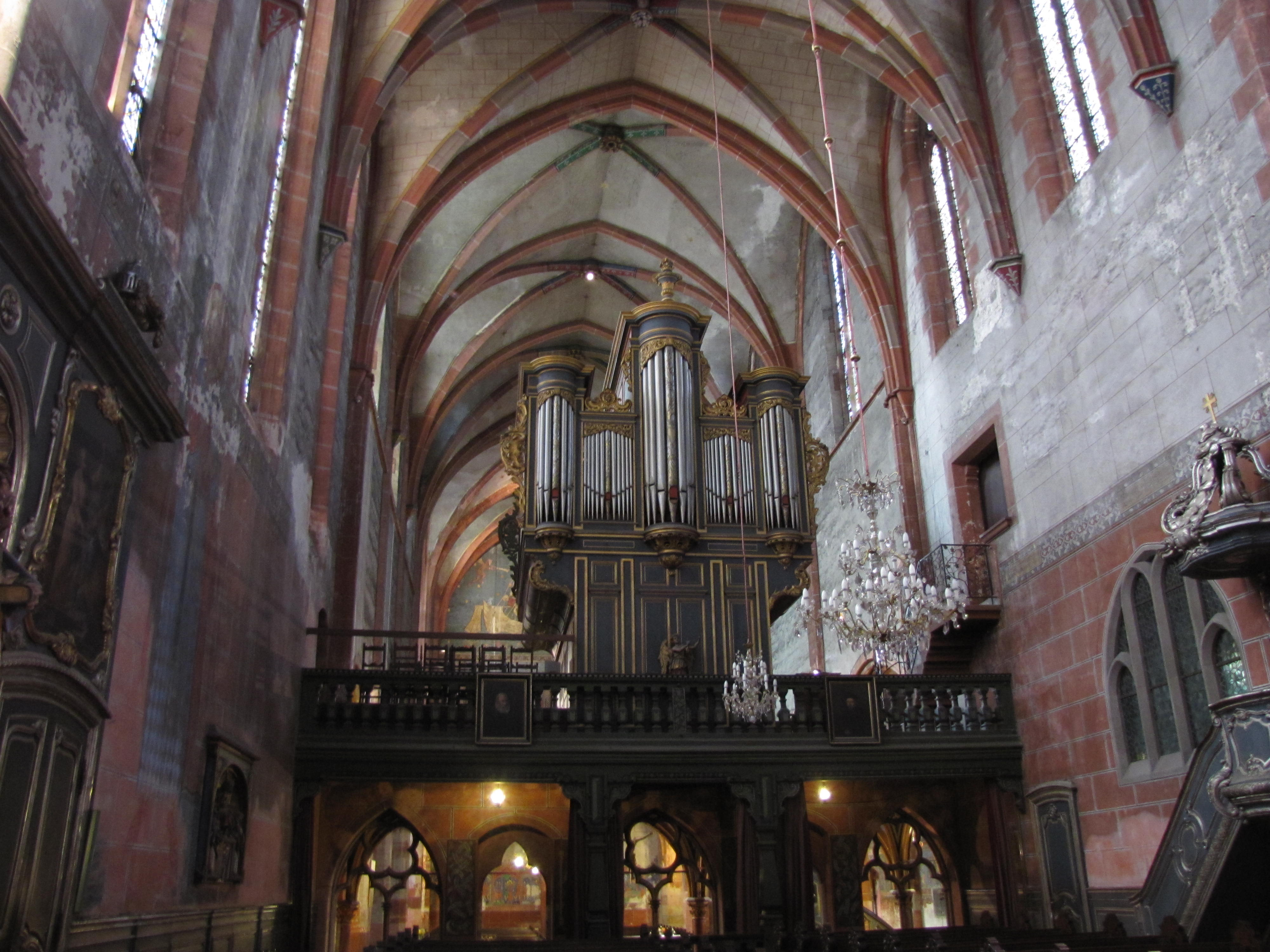
Silbermann-Orgel (Rückseite)

Aus dem Jahr 1780 stammt die (1948 und 1966 restaurierte) Lettnerorgel von Johann Andreas Silbermann, die überregionale Bekanntheit genießt. Helmut Walcha nahm hier einen großen Teil seiner Einspielung des Bachschen Orgelwerks auf. Das Instrument hat 41 Register auf drei Manualen und Pedal mit folgender Disposition:
| I Positif de Dos C–g3 |        |
| Bourdon               | 8′     |
| Prestant              | 4′     |
| Nasard                | 2 ⁄3′  |
| Doublette             | 2′     |
| Tierce                | 1 3⁄5′ |
| Fourniture III        |        |
| Cromorne              | 8′     |

| II Grand Orgue C–g3 |       |
| Bourdon             | 16′   |
| Montre              | 8′    |
| Bourdon             | 8′    |
| Prestant            | 4′    |
| Flûte à cheminée    | 4′    |
| Quinte              | 2 ⁄3′ |
| Doublette           | 2′    |
| Sifflet             | 1′    |
| Cornet V            |       |
| Fourniture IV       |       |
| Cymbale III         |       |
| Trompette           | 8′    |
| Clairon             | 4′    |

| III Récit expressif C–g3 |       |
| Bourdon                  | 8′    |
| Prestant                 | 4′    |
| Flûte                    | 4′    |
| Doublette                | 2′    |
| Larigot                  | 1 ⁄3′ |
| Sesquialtera II          |       |
| Cymbale II               |       |
| Trompette                | 8′    |
| Voix humaine             | 8′    |
| Tremblant                |       |

| Pédale C–f1      |     |
| Flûte            | 16′ |
| Soubasse         | 16′ |
| Bourdon          | 16′ |
| Montre           | 8′  |
| Flûte            | 8′  |
| Prestant         | 4′  |
| Quarte de nasard | 2′  |
| Fourniture IV    |     |
| Cymbale II       |     |
| Bombarde         | 16′ |
| Trompette        | 8′  |
| Clairon          | 4′  |

* Koppeln: I/II, III/II, I/P, II/P, III/P
Eine 1762 von Johann Andreas Silbermann im katholischen Teil der damals zweigeteilten Kirche eingerichtete Orgel wurde 1865 in die Sankt-Moritz-Kirche der Gemeinde Soultz-les-Bains überführt. 2006 bis 2008 wurde sie dort vom Hause Alfred Kern & fils in ihren Zustand von 1848 restauriert, der einen Kompromiss zwischen der ursprünglichen, barocken Silbermann-Einstellung und der späteren romantischen Klang- und Harmonieerweiterung darstellt.

## Restaurierungsmaßnahmen
Seit dem Jahr 2000 wurden der Kreuzgang restauriert, die elektrischen Anlagen des Gotteshauses erneuert und die Türflügel der Portale neu angestrichen.
Ende der 2010er Jahre befand sich die Gesamtausmalung des Innenraums (Fresken und Farbauftragung) in einem Zustand fortgeschrittenen Verfalls. Im Jahr 2014 konnte mit der Instandsetzung des denkmalgeschützten Gebäudes begonnen werden. Die Arbeiten werden sich schätzungsweise auf einen Zeitraum von 10 Jahren erstrecken. Eine der Schwierigkeiten, die es zu berücksichtigen gilt, ist die Überlagerung der mittelalterlichen Schicht mit der Restaurierung von Carl Schäfer aus der Zeit um 1900, die ebenfalls Teil der Baugeschichte ist.